# Metanol
Metanol je spojina s formulo CH3OH, najenostavnejši alkohol, ki je pri sobnih pogojih lahko hlapna, brezbarvna in vnetljiva kapljevina, s podobno, a nekoliko slajšo aromo kot etanol.
Spojina nastaja naravno kot stranski produkt anaerobnega metabolizma nekaterih bakterij, zato je v majhnih količinah prisoten v obliki hlapov v ozračju. V preteklosti so ga pridobivali s suho destilacijo lesa, zato je dobil ljudsko ime »lesni alkohol«, danes pa ga industrijsko pridobivajo predvsem z reakcijo ogljikovega oksida in vodika, katalizirano z zmesjo bakra in cinkovega ter aluminijevega oksida:
CO + 2 H2 → CH3OH
V prisotnosti kisika oksidira (zgori) v ogljikov dioksid in vodo:
2 CH3OH + 3 O2 → 2 CO2 + 4 H2O
Največji delež metanola uporabljamo v proizvodnji formaldehida, v manjši meri pa kot gorivo za motorje z notranjim zgorevanjem (neposredno ali pretvorjenega v biodizel), topilo in antifriz.
V človekovih prebavilih se metabolizira v mravljinčno kislino in njene soli, ki so strupene za osrednje živčevje, lahko povzročijo oslepitev ali celo nezavest in smrt. Industrijskemu etanolu za domače potrebe (razkuževanje ipd.) zato proizvajalci dodajajo metanol, da bi preprečili uživanje in se izognili regulacijam za alkoholne pijače. Taki zmesi pravimo denaturirani alkohol.